# Karel Loprais
Karel Loprais, dit Monsieur Dakar dès 1994, né le 4 mars 1949 à Ostrava et mort le 30 décembre 2021 à Nový Jičín en Tchéquie, est un pilote automobile tchèque de rallyes, catégorie camions. Il est sextuple vainqueur de la catégorie camions du Rallye Dakar en 1988, 1994, 1995, 1998, 1999 et 2001.

## Biographie
Karel Loprais débuta dans les usines Tatra de Kopřivnice comme simple ouvrier de montage à la chaîne en 1967.
Par la suite, il devint pilote d'essai pour la firme.
Il débuta sur un Tatra T815 en 1986 dans le Rallye Paris-Dakar, et disputa au total 17 éditions de cette épreuve.
Le rallye Paris-Dakar a été créé en 1979, et la catégorie pour les camions y fut introduite en 1980.
Après plusieurs semaines de lutte à l'hôpital contre la maladie, Karel Loprais décède le 30 décembre 2021 du Covid-19.

## Palmarès
- Rallye Paris-Dakar : sextuple vainqueur de la catégorie camions (trucks), en 1988, 1994, 1995, 1998, 1999 et 2001 (de 1998 à 2001 sur Tatra 815-2 ZE R55 4x4 Dakar "Puma");
- Quatre secondes places dans la catégorie camions du "Dakar", en 1987, 1996, 2000 et 2002;
- Une troisième place dans la catégorie camions du "Dakar", en 1992.